# Суперпреследование
Суперпреследование (англ. super pursuit — преследование на короткой дистанции) — вид биатлонной гонки, состоящей, как и суперспринт, из двух самостоятельных стартов — квалификации и финальных соревнований, которые проводятся в один и тот же день. Однако, правила проведения суперпреследования отличаются от правил проведения суперспринта. На сегодняшний день суперпреследование проводится только в рамках Чемпионата России по биатлону, а в календарь крупнейших международных биатлонных соревнований пока не включён. Гонки, напоминающие суперпреследование, проводятся в рамках коммерческих стартов, например, Рождественской гонки звёзд биатлона.
Квалификация похожа на классическую спринтерскую гонку. Спортсмены стартуют раздельно. Они проходят дистанцию 4,5 км для мужчин и юниоров (три круга по 1,5 км), и 3,6 км для женщин и юниорок (три круга по 1,2 км); стреляют дважды — лёжа и стоя. Для каждой стрельбы у спортсмена есть обойма с 5 патронами и 3 дополнительных патрона. Если биатлонист, истратив дополнительные патроны, не закроет все мишени, то его дисквалифицируют и не допускают к финальным состязаниям. По результатам квалификации формируется стартовый список участников финальных соревнований.
Финальные соревнования похожи на классический пасьют. Спортсмены стартуют в соответствии с результатами квалификации с тем отставанием, которое у них было. Длина дистанции — 7,5 км для мужчин и юниоров (пять кругов по 1,5 км), и 6 км для женщин и юниорок (пять кругов по 1,2 км). Биатлонисты четыре раза заглядывают на стрельбище где проводят сначала две стрельбы лежа, а затем две стрельбы стоя. Для каждой стрельбы у спортсмена есть только 5 патронов. За каждый промах предусмотрено прохождение штрафного круга, который составляет 100 метров. Победителем суперпреследования считается тот биатлонист который первым приедет на финиш в финальных соревнованиях.